# São Félix de Balsas
São Félix de Balsas é um município brasileiro do Estado do Maranhão, localizado na Região de Planejamento do Baixo Balsas. A população estimada em 2021 é de 4.540 e sua área é de 2.032,302 km², o que resulta em densidade demográfica de 2,31 hab/km².

## Etimologia
Recebe esse nome, por terem encontrado na aldeia uma imagem de São Félix de Valois, que teria sido deixada lá por uma pessoa de Oeiras, ao fugir dos indígenas. Agregando-se o "Balsas" em referência ao rio Balsas.

## História
Os primeiros habitantes dessa região foram índios que moravam, aproximadamente, a dois quilómetros da margem esquerda do rio Balsas. Posteriormente, pessoas vieram do Piauí e outros municípios do Maranhão, com o propósito de obter terras para plantio de lavoura. Houve conflito entre os agricultores e os indígenas, que culminou com a saída dos indígenas do local.
O povoado teve como base económica o cultivo do arroz, milho, feijão e mandioca e também à extração da amêndoa do babaçu. Com o início do povoamento, logo, surgiram as primeiras casas de comércio, com destaque a pertencente ao senhor Francisco Martins Santos; e foi construída a igreja em homenagem ao Santo Padroeiro.
Em 8 de maio de 1835, foi estabelecido como distrito, já com o nome atual, pela Lei Provincial Nº 13, subordinado ao município de Loreto. Foi elevado ao status de município pela Lei Estadual Nº 1852 de 09-11-1959, desmembrando de Loreto. Destacamos a luta dos senhores Antônio Martins Macedo, vulgo Tonico Martins, Augusto Martins e Manoel Pereira da Silva, pela emancipação do povoado.

## Geografia
O município de São Félix de Balsas possui uma extensão territorial de 2.033,290 quilômetros quadrados, ocupando a 40 posição entre os 217 municípios maranhenses em termos de área.

### Demografia
Segundo dados do Censo Demográfico de 2022, São Félix de Balsas contava com 4.402 habitantes, resultando em uma densidade populacional de aproximadamente 2,17 habitante por quilômetro quadrado. No contexto estadual, o município ocupava a 216 posição em número de habitantes e a 213 em densidade demográfica comparando-se com outros municípios do estado do Maranhão. A estimativa populacional para o ano de 2024 era de 4.495 habitantes.

### Educação
Em 2010, a taxa de escolarização de crianças entre 6 e 14 anos em São Félix de Balsas era de 95,9 %, colocando o município na 148 colocação entre os 217 do estado. Quanto ao Índice de Desenvolvimento da Educação Básica (IDEB) referente ao ano de 2023, os anos iniciais do ensino fundamental na rede pública apresentaram índice de 4,2 enquanto os anos finais atingiram 4,0.
| Taxa de escolarização de 6 a 14 anos de idade [2010]             | 95,9 %         |
| IDEB – Anos iniciais do ensino fundamental (Rede pública) [2023] | 4,2            |
| IDEB – Anos finais do ensino fundamental (Rede pública) [2023]   | 4,0            |
| Matrículas no ensino fundamental [2023]                          | 588 matrículas |
| Matrículas no ensino médio [2023]                                | 115 matrículas |
| Docentes no ensino fundamental [2023]                            | 69 docentes    |
| Docentes no ensino médio [2023]                                  | 11 docentes    |
| Número de estabelecimentos de ensino fundamental [2023]          | 12 escolas     |
| Número de estabelecimentos de ensino médio [2023]                | 2 escolas      |

Fonte: IBGE

## Economia
Em 2021, o Produto Interno Bruto (PIB) per capita de São Félix de Balsas foi de R$ 18.980,02, valor que colocava o município na 26 posição entre os 217 do estado do Maranhão. Já em 2023, as receitas oriundas de fontes externas representavam 92,86 % do total arrecadado pelo município, o que o posicionava em 125 lugar no ranking estadual.
| PIB per capita [2021]                                                                           | 18.980,02 R$     |
| Índice de Desenvolvimento Humano Municipal (IDHM) [2010]                                        | 0,557            |
| Total de receitas brutas realizadas [2023]                                                      | 32.030.895,25 R$ |
| Transferências correntes (Percentual em relação às receitas correntes brutas realizadas) [2023] | 92,86 %          |
| Total de despesas brutas empenhadas [2023]                                                      | 29.280.428,35 R$ |

Fonte: IBGE
| Salário médio mensal dos trabalhadores formais [2022]                                             | 1,5 salários mínimos |
| Pessoal ocupado [2022]                                                                            | 659 pessoas          |
| População ocupada [2022]                                                                          | 14,97 %              |
| Percentual da população com rendimento nominal mensal per capita de até 1/2 salário mínimo [2010] | 55,2 %               |

Fonte: IBGE